# Роменська дитячо-юнацька спортивна школа
Роменська дитячо-юнацька спортивна школа — позашкільний навчальний заклад спортивного профілю в місті Ромни Сумської області

## Історія закладу
Роменська ДЮСШ відкрита 1 лютого 1961 року. Спортивна школа підтвердила другу категорію у 2013 р. (наказ відділу молоді та спорту виконавчого комітету Роменської міської ради від 21 листопада 2013 р № 109).Робота спортивної школи спрямована на формування фізично-загартованого і здорового покоління, підготовку спортсменів високих розрядів та організацію роботи ДЮСШ по підготовці резерву для збірних команд міста та області з 4 — х видів спорту. Управління ДЮСШ націлене на обслуговування закладу в інтересах її успішного функціонування і розвитку, на створення найсприятливіших умов для ефективності, спільної діяльності всіх членів колективу дитячо-юнацької спортивної школи.

## Розташування
Роменська спортивна школа підпорядкована відділу освіти виконавчого комітету Роменської міської ради та знаходиться за адресою: Сумська обл., м. Ромни, б-р Шевченка 4

## Відділення спортивної школи
У спортивній школі культивуються 4 види спорту: гімнастика спортивна (дівчата); дзюдо; легка атлетика; футбол.
Діє 36 груп, у яких займаються 446 учнів.
У Роменській ДЮСШ працює 17 тренерів-викладачів. Першу кваліфікаційну категорію має 3 тренера, другу — 7 тренерів-викладачів. Один із них — Богуш Олександр Григорович має почесне звання «Заслужений тренер України».
ДЮСШ має свою матеріально-спортивну базу:
1. Спортивний комплекс ім. В. Окіпного
2. Спеціалізований гімнастичний зал
3. Борцівський зал.

Відділення «Дзюдо» — наймолодше відділення школи. Історія цього виду розпочалася в 2000 році. Учні неодноразово прославляли школу на змаганнях Всеукраїнського та Міжнародного рівнів.
Шостак Анна — майстер спорту України міжнародного класу, срібний призер XXI Дефлімпійських ігор (Тайвань 2009 р.), чемпіонка XIV Чемпіонату світу серед спортсменів з вадами слуху (Венесуела, 2012), І місце на XXII Дефлімпійських іграх (Софія Болгарія, 2013 р.) Нагороджена Орденами мужності III та ІІ ступенів.
Бережний Дмитро — МС України, дворазовий призер етапів Кубку світу на Кубку Європи (Мінськ, жовтень 2013 р.) став срібним призером у ваговій категорії 100 кг та виконав норматив Заслуженого майстра спорту України.
Хмелюк Олександр — МС України, неодноразовий чемпіон України.
Шостак Ігор на Чемпіонаті України (Луганськ, вересень 2013 р.) серед спортсменів до 23 років виборов срібло у ваговій категорії 81 кг та виконав норматив майстра спорту України.
Майстри спорту України: Цюх Дмитро і Хомула Артем. Хомула Артем — чемпіон України (2014 р.) та бронзовий призер Кубку Європи у ваговій категорії 73 кг (м. Каунас, Литва, травень 2014 року).
Ващенко Валерія, Литвиненко Артур, Таценко Роман, Завалішин Денис, Романенко Влад, Агеєнко Семен, Токарь Данило, Акіншин Ілля, Сарієв Самір, Клейнос Антон, Джинай Русанна, Кущ Радіон, Гамарнік Анна, Тютюник Влад, Бабута Єгор, Павлюк Денис та інші багаторазові переможці і призери всеукраїнських та обласних змагань з дзюдо у різних вагових та вікових категоріях. Ці учні входять до збірної команди області.
На Чемпіонаті МОН України, який відбувся 14-16 листопада 2014 р. в м. Снігурівка Миколаївської області чемпіонами і призерами змагань стали: Іскрицький Олександр, Клейнос Антон, Ващенко Валерія, Дженай Русанна, Агеєнко Семен, Півень Вадим, Бабута Єгор, Токарь Данило. Цим учням присвоєні високі спортивні розряди (5 — КМСУ, 4- І розряду). Всього в ДЮСШ ІІ, III та юнацьких розрядів.

## Тренери— вихованці школи
Серед вихованців ДЮСШ є відомі в Україні тренери: Євтушенко Леонід Макарович — Заслужений тренер України, Заслужений працівник ФК і спорту України, доцент, головний тренер Національної збірної команди України з гандболу.
Бабенко Олександр Степанович — Заслужений тренер України зі спортивної гімнастики, суддя Національної категорії. Його вихованець Береш Олександр — бронзовий призер Олімпійських ігор в Сіднеї (2000 р.) абсолютний Чемпіон Європи зі спортивної гімнастики.
Савченко Микола Іванович –доцент кафедри Олімпійського та професійного спорту Херсонського Державного університету, суддя Міжнародної категорії зі спортивної гімнастики.
Богуш Олександр Григорович — Заслужений тренер України з дзюдо, який нині працює тренером-викладачем в Роменській ДЮСШ.
Роменська ДЮСШ є центром спортивного життя в місті. Школа проводить та бере участь в усіх спортивно-масових заходах міста. На спортивній базі закладу проводяться змагання Всеукраїнського, обласного та міського рівнів з різних видів спорту: футбол, футзал, легка атлетика, дзюдо, гімнастика спортивна, кіокушин-карате, бокс, рукопашний бій, тощо. Разом з відділами освіти, молоді та спорту ДЮСШ проводить міські спортивні ігри шолярів з 11 видів спорту, міські, зональні обласні змагання «Олімпійське лелеченя», фізкультурно-патріотичний фестиваль «Козацький гарт», змагання на призи клубу «Шкіряний м'яч», Кубок шкільного футболу, баскетболу 3х3 серед юнаків та дівчат, тощо. Школа формує збірні команди міста з 8 видів спорту для участі в обласних спортивних іграх школярів.

## Заходи спортивного закладу
Щороку працівниками закладу проводиться близько 90 заходів. Разом з відділом молоді і спорту проводяться традиційні всеукраїнські та обласні турніри:
- зі спортивної гімнастики, присвячений пам'яті Героя Радянського Союзу К.Зеленко (лютий);
- з футболу та боротьби дзюдо, присвячені пам'яті почесного громадянина міста В.Окіпного (березень, квітень);
- з дзюдо — Новорічний турнір, Всеукраїнський турнір присвячений воїнам-інтернаціоналістам Афганістану, «Кубок перемоги» (грудень, лютий, травень);
- з легкої атлетики — міжобласний турнір (червень).

Вихованці спортивної школи беруть активну участь у міських заходах присвячених Дню Перемоги, Міжнародному дню захисту дитини, Олімпійському дню бігу, Дню Конституції, Дню молоді, Дню ФК і спорту, Дню міста, тощо.
тренери відділення дзюдо ДЮСШ відділу освіти Дмитро Олександрович Богуш та Олександр Григорович Богуш